# Exodeconus
Exodeconus, biljni rod jednogodišnjeg raslinja iz porodice krumpirovki ili pomoćnica. Postoji šest priznatih vrsta uiz Perua, Čilea, Argentine i Galapagosa.
Rod je opisan u Sylva Telluriana 57. 1838.

## Vrste
1. Exodeconus flavus (I.M.Johnst.) Axelius & D'Arcy
2. Exodeconus integrifolius (Phil.) Axelius
3. Exodeconus maritimus (Benth.) D'Arcy
4. Exodeconus miersii (Hook.f.) D'Arcy
5. Exodeconus prostratus (Dombey ex L'Hér.) Raf.
6. Exodeconus pusillus (Bitter) Axelius

## Sinonimi
- Cacabus Bernh.; Linnaea 13: 360 (1839)
- Dictyocalyx Hook.f.; Proc. Linn. Soc. 1: 277 (1845), et Trans. Linn. Soc. 20: 202 (1851)
- Streptostigma Regel; Gartenfl. (1853) 322. t. 68
- Thinogeton Benth.; Bot. Voy. Sulph. 142 (1844)